# Kostel Panny Marie (Bukovinka)
Kostel Panny Marie je zbytek římskokatolického chrámu v Bukovince v okrese Blansko. Je chráněn jako kulturní památka.

## Historie
Kostel v Bukovince je poprvé zmiňován k roku 1283, kdy ves s chrámem získal darem od Hartmana z Holštejna zábrdovický premonstrátský klášter. Před rokem 1475 došlo k obnově kostela. Kolem roku 1680 zahrnovalo vybavení chrámu tři oltáře, pozlacený kalich a dva zvony. V roce 1772 kostel vyhořel, obnoven však již nebyl. Zábrdovický opat Kryštof Jiří Matuška totiž nechal postavit přibližně 100 m jihozápadně od starého chrámu nový kostel Nanebevzetí Panny Marie.
Zbytky původního kostela se nachází na okraji místního starého hřbitova na východním okraji obce. Jednalo se o orientovaný jednolodní chrám, z něhož zůstalo zachováno pozdně románské kněžiště ze 13. století, spodní část severní strany vítězného oblouku a část valené klenby u čelní (východní) stěny. Na severní a východní stěně se dochovaly zbytky interiérové omítky s ornamentální nástěnnou malbou.